# Direction générale de l'Enseignement et de la Recherche
La direction générale de l'Enseignement et de la Recherche (DGER) est une direction d'administration centrale du ministère de l'Agriculture français. Sa mission consiste à organiser le bon fonctionnement de l'enseignement agricole en France ainsi que la recherche appliquée aux filières agricoles.

## Organisation
La DGER est dirigée par Benoît Bonaime, ingénieur des ponts, des eaux et des forêts depuis sa nomination en conseil des ministres le 7 septembre 2022.
Il succède à Valérie Baduel, inspectrice générale de la santé publique vétérinaire qui était en poste depuis le 4 janvier 2021. Elle avait succédé à Philippe Vinçon qui occupait cette fonction depuis le 17 mai 2016.
Cette direction est située au 1 ter, avenue de Lowendal, dans le 7e arrondissement de Paris

## Missions
Les missions sont fixées par un arrêté du 30 juin 2008 modifié.